# Antimo Esono
Antimo Esono Ndongo Maye (ur. 1954, zm. 1996) – pisarz i polityk z Gwinei Równikowej.
Pochodził z grupy etnicznej Fang. Urodził się w Ebebiyín w kontynentalnej części kraju. Studiował filologię na Universidad Nacional de Educación a Distancia. Zaangażowany w działalność opozycyjną wobec rządu prezydenta Obianga Nguemy Mbasogo, należał do Alianza Democrática Progresista (ADP). Był, z jej ramienia, jednym z sygnatariuszy Paktu Narodowego między władzami a środowiskami opozycyjnymi podpisanego w 1993.
Ceniony za wyróżniającą się elegancją prozę, opublikował między innymi opowiadania Afen, la cabrita reina, La última lección del venerable Emaga Ela (1991) i No encontré rosas para mi madre. Przez krytykę zaliczany z reguły do twórców drugiej generacji literatury gwinejskiej.
Jego prace pojawiały się na łamach pisma Africa 2000.